# Fiolka (album)
Fiolka – jedyny solowy album Fiolki Najdenowicz wydany w 12 marca 2001 nakładem wytwórni Sony Music.
Płyta zdobyła Fryderyka 2001 w kategorii „Album Roku - Techno / Elektronika / Dance”, Fiolka Najdenowicz zdobyła nominację w kategorii „Wokalistka Roku” a Leszek Biolik był nominowany za tę płytę w kategorii „Producent Muzyczny Roku”. Singel „Głośny śmiech” dotarł do 18-tego miejsca na Liście przebojów Programu Trzeciego (notowanie z dnia 13 kwietnia 2001, siódmy tydzień na liście).

## Lista utworów
opracowano na podstawie materiału źródłowego
1. „Zostawiłeś...” – 3:24
sł. tradycyjne/Fiolka; muz. trad./Leszek Biolik
2. „Głośny śmiech” – 4:14
sł. Jacek Bieleński; muz. Leszek Biolik i Wojciech Seweryn
3. „Komu ja” – 3:33
sł. tradycyjne/Grzegorz Ciechowski; muz. trad./Leszek Biolik
4. „Вретено (Vreteno)” – 3:14
sł. tradycyjne; muz. trad./Wojciech Seweryn
5. „Niebieskie” – 4:21
sł. tradycyjne/Fiolka; muz. trad./Leszek Biolik
6. „Nie ma nic” – 4:53
sł. Fiolka; muz. Leszek Biolik
7. „Amen” – 4:29
sł. Grzegorz Ciechowski; muz. Grzegorz Ciechowski, Leszek Biolik, Sławomir Ciesielski i Zbigniew Krzywański
8. „Takim go kocham” – 4:38
sł. Grzegorz Ciechowski; muz. Leszek Biolik i Michael Jones
9. „Змия (Żmija)” – 6:05
sł. tradycyjne; muz. trad./Leszek Biolik
10. „Filigrany i moriole” – 4:31
sł. Lech Janerka, muz. Wojciech Seweryn
11. „Głośny śmiech (remix – Bon Air)” – 4:08
sł. Jacek Bieleński; muz. Leszek Biolik i Wojciech Seweryn

## Pozostali twórcy
opracowano na podstawie materiału źródłowego
- Leszek Biolik – produkcja muzyczna, programowanie instrumentów, gitara basowa, gitara, instrumenty klawiszowe, instrumenty perkusyjne, śpiew
- Bartosz Dziedzic – programowanie instrumentów
- Magda Femme – wokal wspierający
- Krzysztof Głuch – instrumenty klawiszowe
- Mike Jones – skrzypce
- Jakub „Kuba” Majerczyk – programowanie instrumentów
- Renata Przemyk – śpiew
- Wojciech Seweryn – gitara akustyczna, wokal wspierający, gitara, instrumenty klawiszowe